# Джъд
Вижте пояснителната страница за други значения на Джъд.
Джъд (на английски език - Judd) е марка двигатели, произведени от конструкторската компания Енджин Дивелъпмънтс Лтд (на английски език - Engine Developments Ltd), която е основана през 1971 г. от Джон Джъд и Джак Брабам в град Ръгби, Уорикшър, Англия.
Развитието на двигателя е било предназначено за използването му в болидите на Брабам, които се състезават в различни автомобилни състезания, включително Формула 1. Компанията за кратко се превръща в една от първите фирми, упълномощени от конструкторското бюро Косуърт, за поддръжка и реконструиране на произвежданите от нея DFV двигатели, тъй като разширява дейността си в различни области на моторните спортове.
Джъд предоставя двигатели за много големи автомобилни серии, включително Формула 1, но също така и на други по-малки серии. С времето те са свързват с производители като Ямаха, MG, и Хонда, въпреки че тези компании са доставчик на двигатели за много клиенти.

## История на двигателите

### Малък клас формули
След като Джак Брабам напуска Engine Developments, Джъд е нает от автомобилният концерн Хонда, за да доразвие двигател, с който Хонда да осъществи завръщането си във Формула 2, след като сключва контракт с екипа на Рон Таурнак – „Ralt“.
След като проектът Формула 2 се разпада, в края на сезон 1984 година, Джъд продължава да развива и разработва нови двигатели за Хонда. Първият е Джъд AV, който всъщност е един турбо агрегат, с „V“ образен, 8 цилиндров двигател, построена за машините от задокеанските КАРТ серии, които Хонда захранва с двигатели.
Първото състезание е с екипа на „Galles Racing“, в старт на легндарната „тухларна“ - Инди 500, през 1987 година, като има означение „Брабам-Хонда“. „Truesports“ използва същите двигатели година по-късно, като пилота Боби Рехал печели само една победа с този двигател в състезанието Pocono 500, през 1988 година.
Джъд продължава да прави подобрения върху агрегата AV в началото на 90-те години, дори и след като Хонда сприра да поставя своето име и емблема върху двигателите (по същото време Хонда се оттегля и от Формула 1, оставяйки там дъщерната си Муген-Хонда да доработва двигатели).
Когато в Хонда решават да се присъединят към шампионата Формула 3000, Джъд отново разработват двигател за компанията. Въз основа на вече наложеният AV агрегат, новия V8 BV ще бъде вариант с атмосферно пълнене (без турбокомпресор), и в крайна сметка ще формира основата, която Джъд ще използва за най-престижтия шампионат - Формула 1.

### KV
След напускането на Формула 1, Джъд отново се завръща към Формула 3000 през 1995 г., с разработвайки V8 двигател, с обем 3000 см³. Джъд ще изработи двигатели, които всички тимове във Формула 3000 ще използват, а компанията Zytek ще бъде натоварена със задачата да поддържа над 80 двигатели, след като бъдат изработени. Въпреки че Джъд спира производството на двигателите с означение „КВ“, Zytek ще продължи да използва тези двигатели, като основа за новосформирания шампионат A1 Grand Prix, през 2005 година.

### Формула 1
През 1988 г., в сътрудничество с екипа на Марч, Джъд прави разработка на агрегат с атмосферно пълнене-вариант за Формула 1 (където влиза ограничение за турбокомпресори в края на 80-те години), който напълно ще замени турбо болидите през 1989 година. С помощта на съществуващите вече V8 BV двигатели, които Джъд използва като отправна точка за новия си двигател за Ф1, Джъд успява да спести разходите по разработка на нов агрегат, като в същото време предоставя двигател на клиентите си, с който могат да се конкурират друг производител „Форд-Косуърт“ V8, което през 90-те години се превъръща в стандартно оборудване (предимно за екипи с малки или ограничени бюджети) за състезателни автомобили от Формула 1, по въведените ограничения, и новите правила на ФИА.

### CV
Първия двигател за Формула 1, разработен от Джъд, е построен с обем от 3500 см³, с атмосферно пълнене, и носи означението „CV“. Този двигател има много общи характеристики с друг разработен от Джъд двигател – „BV“, който е разширен до 3,5 литра. Екипа на Марч първоначално подписва договор за използването на двигатели Джъд, но от екипа на Уилямс по-късно е принуден също да се обърне към Джъд, след като остават без своя доставчик на двигатели - Хонда. Друг екип - Лижие, също проявява интерес да закупи агрегата CV, който да използва през сезон 1988 година. Джъд и захранваните от компанията болиди, ще успеят да спечелят четири подиума в дебютния си сезон, спечелени от Марч и Уилямс.
За сезон 1989 г., Джъд разработва нов двигател, който е по-компактен, с означение „EV“, има ъгъл между цилиндрите 76° (за разлика от използваните при V / BV / CV - 90° ъгъл), което дава възможност за вариране в аеродинамиката - нещо което става все по-въжно във Формула 1 през 90-те години. Въпреки това модела CV продължава да се произвежда, като по-евтина алтернатива за по-малките отбори. Лотус и „EuroBrun“ ще бъдат единствените клиенти с агрегат „CV“, като Лотус успява да завърши шести в шампионата на конструкторите.
EuroBrun първоначално ще бъде единственият отбор, който ще продължи да използва „CV“ през 1990 година, но друг скоро се появява и новият екип на Life, който също ще закупи CV, с който да участва в шампионата. Life не успява да прескочи нито една квалификация през годината, и в края на сезона фалира.

### EV
Джъд CV е проектиран с конвенционалния ъгъл между цилиндрите на двигателя от 90°. След сезон 1988 е решено, че двигател с по-тесен ъгъл, ще бъде по-компактен, и от там по лесен за конструкторите да разработват аеродинамиката на болидите. Първоначалното намерение е било за 75° ъгъл, но се появяват ограничения в оборудването на компанията (ЦПУ-тата могат да работят само на стъпки от 10-и) означава, че следващата възможна стъпка е 76°.
Екипа на Марч ще осъвремени своя CV през 1988 година, поставяйки му означение EV, докато Брабам ще доставят нови двигатели. Брабам и Марч печелят няколко подиума с двигател ЕВ. И двата отбора ще продължат да се състезават с ЕВ през 1990 г., въпреки че Марч вече е преименуван в Лейтън Хаус Рейсинг. Лейтън ще вземат един подиум през сезона - второ място в Голямата награда на Франция. През 1991 г., Лотус ще бъде единственият отбор, който ще използва по-стария ЕВ.

### GV
При нормално атмосферно пълнене, 3500 см³ двигател за Формула 1, снабден с 10 и 12 цилиндъра, се оказал по-силен от V-образният 8 цилиндров двигател. Това кара Джъд да замени CV и ЕВ V8, с чисто нов двигател през 1991 г., за снабдявания с техни агрегати тим на БМС Скудерия Италия. Новият, V-образе, 10 цилиндров двигател, чийто цилиндри са разположени под ъгъл от 72°, ще носи името „GV“. Двигателят е мощен и надежден и дава възможността на отбора да завърши с подиум в състезанието за Голямата награда на Сан Марино. Договора на Джъд със „Скудерия Италия“ изтича след края на сезон 1991, като екипа започва да снабдява с двигател „GVS“ екипа на Брабам и новия тим Андреа Мода Формула (на италиански: Andrea Moda Formula) през 1992 година. Двата отбора не спечелват нито точка през целия сезон, и двигателите Джъд остават извън най-престижното автомобилно първенство.

## Партньорство с Ямаха
След оттеглянето на Джъд от Формула 1, през 1992 г., Джон Джъд се обръща към Ямаха, эа да продължи производството си на двигатели.
Използвайки двигател Джъд GV V10 като база, Ямаха разработва нов агрегат, със съвсем нови цилиндрови глави и други промени, означавайки новият двигател с означението OX10 (известен в Джъд като „ВН“), който ще бъде използван от екипа на Тирел Рейсинг през 1993 година. Само веднъж, Тирел печели точки през сезона.
Подобрен вариант на двигателят, с означението OX10B, участва със същия тим през 1994 г., повишавайки значително на ефективността на Тирел, като екипа печели няколко подиума и завърши шести в шампионата на конструкторите.
ФИА променя правилата през 1995 г., което кара Джъд и Ямаха да преработят двигателя OX10C до 3000 см³, въпреки че архитектурата на двигателя като цяло остава непроменена. Тирел обаче се представя отчайващо, печелейки само 5 точки през годината, а през 1996 година прави същия резултат, въпреки че новия двигател Ямаха OX11 (Джъд „JV“) е произведен по изцяло нов дизайн, ставайки първият двигател с тегло под 100 килограма в историята на Формула 1.
След отчайващите резултати през 1996 г., собственикът на екипа Кен Тирел решава да се откаже от услугите им и преминава към двигатели Форд, давайки последен шанс на съвместните днигатели Ямаха-Джъд, които ще снабдяват през 1997 година слабо представящият се тим на Ероуз. През същата година в екипа на том Уолкиншоу ще кара Световния шампион от 1996 година - Деймън Хил, който въпреки поредицата от експлодирали двигатели в първите състезания през сезона, почти спечелва състезанието за Голямата награда на Унгария, но поради проблеми с предавките завършва на второ място, което остава единственият подиум през тази година за екипа (но и най-високо класиране).